# Бременський клабен
Бремер Клабен (нім. Bremer Klaben) або просто Клабен (ниж.-нім. Klöben — «здобна випічка») — це тип Штоллена з Бремена, Німеччина. Цей знаменитий хліб відомий у Північній Німеччині, який здобув свою славу, оскільки його традиційно їдять під час Різдва. Кажуть, що Бремер Клабен особливо смачний, коли його запікають за два тижні до подачі. Термін зберігання цієї випічки — кілька місяців.

## Зовнішній вигляд
У цій випічці більше родзинок, ніж у звичайному фруктовому торті. Це хліб сортів, приготований із сухофруктів (особливо із родзинками), борошна, масла, цукру, апельсинової та лимонної цедри, рому, мигдалю, дріжджів та солі, хоча існує багато варіантів. Особливістю, яка відрізняє його від Stollen, є те, що він не запилюється цукровою пудрою після випікання. Рецепт тісно пов’язаний із традиційною крамницею тортів Stecker, яка була заснована в 1742 р.

## Історія
Найдавніший відомий документ про Клабена згадується у 1593 р.
З грудня 2009 року він має захищене позначення походження. Хлібний торт увійшов до ряду продуктів харчування, які користуються захищеними географічними зазначеннями згідно із законодавством ЄС, такими як пряники Achen Printen та lebkuchen з Нюрнберґа. Регламент Комісії Європейського Союзу опублікував це повідомлення у своєму офіційному віснику.